# Syv billeder fra Hærvejen
|  | Denne artikel er oprettet af botten PalnaBot ud fra en ekstern database. Den kan derfor have sproglige fejl eller mangler. Denne skabelon kan fjernes efter kontrol af indholdet. |

Syv billeder fra Hærvejen er en film instrueret af Annette Mari Olsen efter manuskript af Peter Seeberg.

## Handling
Selvstændig fortsættelse af "Hærvejen". Der fortælles om Hærvejen i fortid og nutid.